# 聖公宗禱告念珠

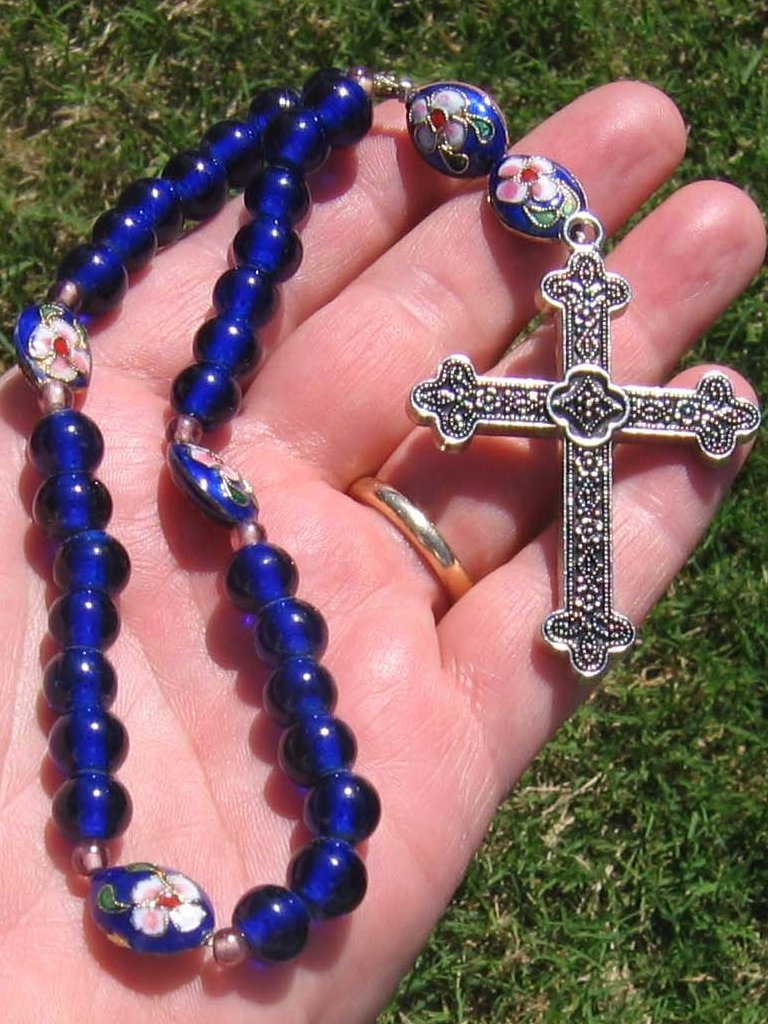
一串聖公宗念珠

聖公宗禱告念珠（英語：Anglican prayer beads），也稱作聖公宗玫瑰念珠，是一種由美國聖公會（Episcopalians in the United States ）神職人員林恩·鮑曼（Rev. Lynn Bauman）所發起的連禱用的念珠。由於該念珠也推廣到其他新教教會如信義宗、循道宗、以及長老宗間，故此也稱之為新教念珠或新教祈禱念珠。 
亦有部分新教宗派如浸信會和福音派等反對使用念珠，引用《馬太福音》第6章第7节参：“你們禱告，不可像外邦人用許多重複話，他們以為話多了必蒙垂聽。”

## 格式
此一念珠的造型類似於天主教會的玫瑰念珠，不過異於玫瑰念珠的五組一串，聖公宗念珠則是四組一串。每組有七粒小珠並以大珠分隔，加上第一顆大珠底下聯繫的另一顆大珠。所以一串念珠是由五顆大珠與二十八顆小珠共三十三顆以及一個十字架組成。